# Hungarnet Egyesület
A Hungarnet Egyesület (Magyar Felsőoktatási és Köznevelési, Kutatási és Közgyűjteményi Számítógép-hálózati Egyesület) a magyar oktatási, kutatói és kulturális intézmények informatikai kommunikációs és szakmai képviseletével foglalkozó társadalmi szervezet.
A Hungarnet a hazai felső- és középfokú oktatási intézmények, akadémiai és más kutatóintézetek, közgyűjtemények (könyvtárak, levéltárak, múzeumok), továbbá egyéb kutatóhelyek társadalmi szervezeteként 1992-ben jött létre. 
Az egyesület tagjai a Nemzeti Információs Infrastruktúra Fejlesztési Program (NIIF) szolgáltatásainak igénybevevői. Az egyesületnek 2022-ben 380 jogi személy és 600 egyéni tagja volt.
Az intézmények regionális központokon keresztül csatlakoznak a (nem kereskedelmi célú) magyar kutatói internet gerinchálózathoz (HBONE), amelyen külön csatornák is igényelhetők egyes kutatási, fejlesztési projekteknek. A nemzetközi akadémiai számítógép-hálózatokhoz is biztosított a kapcsolat (a legelső ilyen az EARN (European Academic and Research Network) volt, amit egyre nagyobb kapacitású utódok követtek). 
Az Egyesület hazai és nemzetközi fórumokon képviseli tagjainak érdekeit, elősegíti az európai élvonalnak megfelelő színvonalú hazai szolgáltatások létrehozását és elérését. Feladatának tekinti többek között workshop-ok, nyílt napok, konferenciák szervezését a tagsági kör számára az információs infrastruktúrákkal kapcsolatos újdonságok megbeszélése, oktatása céljából, melyek közül a legjelentősebb az 1992-től évente megrendezett NETWORKSHOP konferencia.
A HUNGARNET elnevezést szokás a társadalmi szervezet megjelölésén túlmenően magának az országos kutatói számítógép-hálózatnak a megjelölésére is használni.